# Северный округ полиции
Северный округ полиции (ивр. מחוז הצפון משטרה‎) — один из восьми округов Полиции Израиля (включая Пограничную стражу). Северный округ включает в себя три территориальных отдела полиции: Галиль, Хаэмеким и Кинерет. Округ граничит с юга Барьерной зоной, Самарией и горным хребтом Гильбоа, с востока — границами Иорданского королевства и Сирии, с севера — с границей Ливана, с запада — северной прибрежной равниной и Прибережным округом полиции.

## История
С созданием полиции Израиля были основаны два округа: Тель-Авивский округ и Хайфский округ. На юге и севере округа не устанавливались, потому что это были зоны боевых действий и находились в ведении Армии обороны Израиля, а Иерусалим тогда еще не входил в границы государства Израиль. После окончания боев за независимость был создан северный округ полиции, штаб которого находился в Тверии и в него входили территориальные отделы Кинерет, Цфат и Изреель. В 1953 году ответственность за район Зевулон была передана из Хайфского округа в Северный округ, а штаб округа переместился в Нацерет.
В 1958 году в полиции была проведена реорганизация и Северный округ был объединен с округом Хайфы.
В июле 2011 года прибрежная зона вместе со территориальными отделами Ирон и Умм-эль-Фахм была отделена от территориального отдела Галиль в Северном округе полиции, и они стали самостоятельным Прибрежным округом полиции .
В мае 2017 года было произведено изменение территорий в подчинении северного округа полиции.

## Территориальные отделы
- Отдел Галиль с 5 полицейскими участками (Шфарам, Кармиэль, Мажд-эль-Курум, Тамра и Мисгав).

- Отдел Ха-Амаким, в том числе 6 полицейских участков (Бейт-Шеан, Нацерет, Афула, Мигдаль-ха-Эмек, Кафр-Кана и Ноф-ха-Галиль).

- Отдел Кинерет (Галиль-Голан) с 6 полицейскими участками — (Кирьят-Шмона, Голаны- Кацрин, Иордан- Рош-Пина, Хацор-ха-Глилит и близлежащие города, Цфат, Тверия и Маалот)

В округе проживает 1,2 млн человек — около 42 % евреев, около 41 % мусульман, около 7 % друзов, около 7 % христиан и около полупроцента черкесов. На территории округа есть священные места для представителей разных религий и туристические объекты.